# Jurij Markovics Nagibin
Jurij Markovics Nagibin (oroszul: Ю́рий Ма́ркович Наги́бин), (Moszkva, 1920. április 3. – Moszkva, 1994. június 17.) szovjet-orosz író, drámaíró.

## Származása
Apja, Kirill Alekszandrovics Nagibin orosz nemes volt, a polgárháborúban még az ő megszületése előtt kivégezték. Nevelőapja, Mark Leventhal zsidó származású volt, az apai nevét utána kapta. Nevelőapját 1927-ben Komiföldre száműzték. Az író csak felnőttként tudta meg, hogy nem félig zsidó származású, de azután is közel érezte magához a zsidókat, küzdött az antiszemitizmus ellen. Anyja 1928-ban férjhez ment Jakov Rikacsov íróhoz, aki támogatta a fiú irodalmi érdeklődését.

## Munkássága
Középiskolái elvégzése után a moszkvai orvosegyetemre jelentkezett, de egy év után a Filmművészeti Főiskolán folytatta tanulmányait. A második világháborúban a volgai és a voronyezsi fronton harcolt mint politikai tiszt, sebesülése után a Trud haditudósítója lett. Első novellája 1940-ben jelent meg az Ogonyokban, ezt számos háborús témájú írás követett. Korai műveiben az egyszerű orosz katona emberségét mutatta be a korszakra jellemző sematikus túlzások nélkül.
Írói munkássága az ötvenes évektől teljesedett ki, amikor az orosz próza lírai vonulatának, Turgenyev, Bunyin, Pausztovszkij munkásságának folytatójaként gyermektörténeteivel (Téli tölgy, 1958) nagy sikereket aratott. Vadásztörténeteiben a természettel kontaktust kereső harmonikus ember képét rajzolja meg (Az utolsó vadászat, 1957).
Az 1960-as évek közepétől gyakran visszatért az élet „örök" témáihoz, az etikum, szerelem és halál kérdéséhez. Elbeszéléseinek hangvétele elkerüli az érzelmi csapongásokat. Novelláitól eltérően regényeivel nem aratott igazán sikereket. Több mint 20 filmforgatókönyvet írt. Ismertebb filmjei: Nehéz boldogság (1958), Téli tölgy (1964), Az elnök (1964), A kislány és a visszhang (1965), Üldözés (1966). Riportsorozatot tett közzé Magyarországról Debrecen—Budapest címmel. Kisregényt írt Kálmán Imréről Blesztjascsaja i goresztnaja zsizny Imre Kalmana (Kálmán Imre tündöklő és szomorú élete) címmel (1984).
1981-től a Szovjet Írók Szövetségének vezetőségi tagja volt.

## További munkáiból
- Fény az ablakban (Zimnyij dub)novelláskötet 1955; fordította Nagy Torma A., 1958
- A vén teknős  (Sztaraja cserepada, 1975); fordította Ircsik V., 1977
- A piros fejű zöld madár (Zeljonaja ptyica sz krasznoj golovoj) fordította Sándor L., 1966
- Ősz haj kerestetik (Szrocsno trebujutszja szedije cselovecseszkije volosza, 1968) fordította Maráz L., 1974

## Fordítás
- Ez a szócikk részben vagy egészben  a(z)   Нагибин, Юрий Маркович című orosz Wikipédia-szócikk ezen változatának fordításán alapul.  Az eredeti cikk szerkesztőit annak laptörténete sorolja fel. Ez a jelzés csupán a megfogalmazás eredetét és a szerzői jogokat jelzi, nem szolgál a cikkben szereplő információk forrásmegjelöléseként.